# Andrena flagella
Andrena flagella là một loài Hymenoptera trong họ Andrenidae. Loài này được Nurse mô tả khoa học năm 1904.